# Цзінь Сін
Цзінь Сін (нар. 13 серпня 1967) — китайська балерина, танцівниця сучасного танцю, хореограф, актриса, засновник і художній керівник компанії сучасного танцю «Шанхай». Вона трансгендерна знаменитість.

## Раннє життя
Джин народився в 1967 році в Шеньяні, Китай, в етнічної корейської сім'ї (Чосонджок). Джин навчався в місцевій початковій школі Чосунджок-Китай. Її мати була перекладачем, а батько — офіцером військової розвідки.
Джин відзначалася своїм інтелектом і неодноразово вигравала змагання з рахівниць . Вона була в захваті від виконання танців. У віці 9 років вона приєдналася до Народно-визвольної армії, щоб отримати танцювальну та військовий вишкіл в трупі, пов'язаній з Шеньянським військовим округом. У 12 років вона перейшла до Академії мистецтв Народно-визвольної армії, яку закінчила в 1984 році . Після закінчення навчання вона повернулася до військової танцювальної трупи Шеньяну, зрештою досягла звання полковника. Пізніше вона виграла національний танцювальний конкурс із центральноазіатським етнічним танцем.
Вона отримала стипендію на танці в Нью-Йорку. У 1989 році Джин поїхав до Нью-Йорка, щоб чотири роки вивчати сучасний танець під керівництвом піонерів сучасного танцю, таких як Лімон, Каннінгем і Грем.

## Кар'єра

### Танець
Після навчання Джин подорожувала та виступала в Європі, викладала танці в Римі та Бельгії, після чого відбулося світове турне та повернулася до Китаю в 1993 році  Вона перенесла операцію зі зміни статі в 1995 році. Її ліва нога була паралізована протягом трьох місяців після операції. У 1999 році вона відкрила свою танцювальну трупу Jin Xing Dance Theatre.
Енциклопедія сучасної китайської культури описує танцювальні роботи Джин Цзінь як «вражаюче оригінальні та провокаційні». Серед них The Imperial Concubine Has Been Drunk for Ages (Guifei zui jiu, адаптація назви відомої пекінської опери) і Cross Border–Crossing the Line (Cong dong dao xi, співпраця з британською піаністкою Джоанною МакГрегор).

### Кіно і телебачення
Її дебют в кіно відбувся в корейському фільмі «Воскресіння дівчинки з сірниками» в 2002 році. У 2005 році вона з'явилася в тайському фільмі Tom-Yum-Goong як лиходійка Мадам Роуз.
У 2013 році вона почала свою телевізійну кар'єру суддею в першому китайському сезоні So You Think You Can Dance. Джин стала вірусною, коли вона різко прокоментувала спробу ведучого шоу перетворити травму учасника на ридання. Вона заявила: «Китайське телебачення завжди копається в шрамах людей, поглинає їхній біль. Це найбільша слабкість китайського телебачення, і я ненавиджу це! Я сподіваюся, що в „So You Think You Can Dance“ ми не будемо використовувати людський біль, ми не будемо використовувати людське співчуття, ми не будемо використовувати людські страждання». Глядачі оцінили її щиру чесність, і через дев'ять місяців у неї було власне національне шоу.
Джин вела власне телевізійне чат-шоу The Jin Xing Show на Dragon TV між 2015 і 2017 роками. У 2016 році вона почала вести шоу про знайомства " Китайські знайомства з батьками ", де батьки вирішували майбутню дружину для своїх синів. Шоу було розкритиковане за консервативний погляд на шлюб і роль жінки в сім'ї. Вона також виступала проти гендерної дискримінації при працевлаштуванні.
Джин та її чоловік брали участь у The Amazing Race China 3 у 2016 році, де вони фінішували 6-ми.

### Інша робота
Брала участь у проєкті " Біржа візій " у 2007 році.
У травні 2021 року вона з'явилася в рекламній кампанії Dior, щоб просувати розширення можливостей і незалежності жінок.
У березні 2022 року Джин поділилася постом на Sina Weibo, де критикувала президента Росії Володимира Путіна за початок військового вторгнення в Україну. Пост видалила китайська цензура.

## Особисте життя
Коли Джин було шість років, вона вийшла на вулицю під час грози, сподіваючись, що «блискавка вдарить і перетворить її на дівчинку». Вона перенесла операцію зі зміни статі в 1995 році в Пекіні.
Джин усиновила 3 дітей. У віці 33 років Джин усиновила сина, а потім ще двох дітей, яких виховувала сама до одруження в 2005 році . У 2005 році вона вийшла заміж за свого чоловіка-німця Хайнца Герда Ойдтмана. Зараз вона живе з чоловіком і дітьми в Шанхаї .
Крім рідної китайської, вона володіє англійською, корейською, японською, італійською та французькою.

## Фільмографія
- Воскресіння дівчинки з сірниками (2002)
- Том-Ям-Гун (2005)
- Народження дракона (2016)